# Lehtinelagia evanida
Lehtinelagia evanida (лат.) — вид пауков из семейства бокоходов (Thomisidae). Распространены на востоке Австралии (штат Квинсленд).

## Внешний вид и образ жизни
Пауки с зелёными ногами и головогрудью, беловато-жёлтым брюшком с красными пятнами. Такая окраска позволяет прятаться среди зелёной листвы или цветов и там из засады ловить насекомых.
Это территориальные дневные хищники: один паук занимает только один цветок. Он постоянно сидит на цветке, пока лепестки не завянут, затем переходит на другой цветок. Ночью пауки прячутся под лепестками или листьями.